# Ibicaré
Ibicaré is een gemeente in de Braziliaanse deelstaat Santa Catarina. De gemeente telt 3.458 inwoners (schatting 2009).

## Aangrenzende gemeenten
De gemeente grenst aan Água Doce, Herval d'Oeste, Ibiam, Iomerê, Luzerna, Pinheiro Preto, Tangará en Treze Tílias.

## Geboren
- Jorginho Mello (1956), gouverneur van Santa Catarina